# Liste der Bodendenkmäler in Theres
Auf dieser Seite sind die Bodendenkmäler in der unterfränkischen Gemeinde Theres zusammengestellt. Diese Tabelle ist eine Teilliste der Liste der Bodendenkmäler in Bayern. Grundlage ist die Bayerische Denkmalliste, die auf Basis des Bayerischen Denkmalschutzgesetzes vom 1. Oktober 1973 erstmals erstellt wurde und seither durch das Bayerische Landesamt für Denkmalpflege geführt wird. Die folgenden Angaben ersetzen nicht die rechtsverbindliche Auskunft der Denkmalschutzbehörde.

## Bodendenkmäler der Gemeinde Theres

### Bodendenkmäler in der Gemarkung Buch
| Lage            | Objekt                                                                 | Akten-Nr.     | Bild |
| --------------- | ---------------------------------------------------------------------- | ------------- | ---- |
| Buch (Standort) | Untertägige Bauteile der frühneuzeitlichen St.-Jakobus-Kirche in Buch. | D-6-5928-0052 |      |
| Buch (Standort) | Bestattungsplatz mit Grabhügeln vorgeschichtlicher Zeitstellung.       | D-6-5928-0100 |      |

### Bodendenkmäler in der Gemarkung Horhausen
| Lage                 | Objekt | Akten-Nr.     | Bild |
| -------------------- | --- | ------------- | ---- |
| Horhausen (Standort) | Siedlung der Linearbandkeramik. | D-6-5928-0004 |      |
| Horhausen (Standort) | Freilandstation des Mesolithikums sowie Siedlung des Neolithikums, der Hallstattzeit und der jüngeren Latènezeit.                                                  | D-6-5928-0006 |      |
| Horhausen (Standort) | Bestattungsplatz mit Grabhügel vorgeschichtlicher Zeitstellung. | D-6-5928-0007 |      |
| Horhausen (Standort) | Bestattungsplatz mit Grabhügeln vorgeschichtlicher Zeitstellung.                                                                                                   | D-6-5928-0008 |      |
| Horhausen (Standort) | Bestattungsplatz mit Grabhügeln vorgeschichtlicher Zeitstellung.                                                                                                   | D-6-5928-0009 |      |
| Horhausen (Standort) | Freilandstation des Mesolithikums, Siedlung der Hallstattzeit, der frühen Latènezeit, der späten Latènezeit, der römischen Kaiserzeit und des frühen Mittelalters. | D-6-5928-0044 |      |
| Horhausen (Standort) | Untertägige Bauteile der neuzeitlichen St.-Karl-Borromäus-Kirche.                                                                                                  | D-6-5928-0073 |      |

### Bodendenkmäler in der Gemarkung Obertheres
| Lage                  | Objekt | Akten-Nr.     | Bild |
| --------------------- | --- | ------------- | ---- |
| Obertheres (Standort) | Befestigung des frühen Mittelalters mit teilweise obertägig sichtbarem Wall und Graben. | D-6-5928-0015 |      |
| Obertheres (Standort) | Untertägige Bauteile bestehender Bauten sowie Fundamente abgegangener Gebäude der hochmittelalterlichen bis neuzeitlichen Benediktinerabtei sowie untertägige Bauteile der spätmittelalterlichen Klosterbefestigung. | D-6-5928-0054 |      |
| Obertheres (Standort) | Untertägige Bauteile der bestehenden Friedhofskapelle sowie vermutlich Fundamente eines mittelalterlichen Vorgängerbaus.                                                                                             | D-6-5928-0055 |      |

### Bodendenkmäler in der Gemarkung Untertheres
| Lage                   | Objekt | Akten-Nr.     | Bild |
| ---------------------- | --- | ------------- | ---- |
| Untertheres (Standort) | Bestattungsplatz mit Grabhügel vorgeschichtlicher Zeitstellung.                                             | D-6-5928-0010 |      |
| Untertheres (Standort) | Bestattungsplatz mit Grabhügeln vorgeschichtlicher Zeitstellung.                                            | D-6-5928-0011 |      |
| Untertheres (Standort) | Siedlung vor- und frühgeschichtlicher Zeitstellung.                                                         | D-6-5928-0037 |      |
| Untertheres (Standort) | Untertägige Bauteile der bestehenden St.-Kilians-Kirche sowie Fundamente mittelalterlicher Vorgängerbauten. | D-6-5928-0076 |      |